# Carl Gustaf Boëthius
Carl Gustaf Boëthius, född den 28 januari 1915 i Stockholm, död 4 oktober 2001 i Lidingö, var en svensk läroverklärare, tidningsredaktör och förbundsordförande. Han var redaktör för Vår kyrka 1960–1968, huvudsekreterare i statens offentliga utredning Sexual‐ och samlevnadsundervisning (SOU 1974:59) 1968–1974 och ordförande för Riksförbundet för sexuell upplysning 1974–1979. Han var gift med Brita Andersén. I äktenskapet föddes Gunilla Boëthius, vars biologiska far var Paavo Talvela, och Maria‑Pia Boëthius. Makarna Boëthius är begravda på Lidingö kyrkogård.